# Anscarius

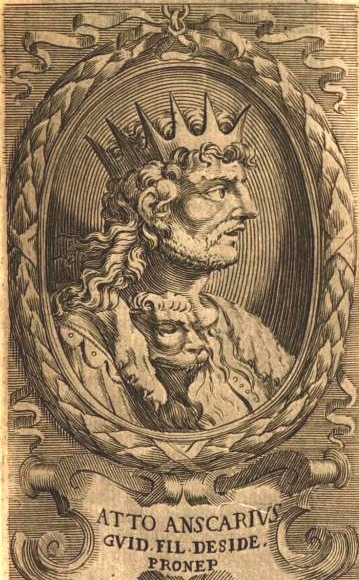
Anscarius

Anscarius van Ivrea, ook Anskar, (ca. 840 - voor maart 902) was markgraaf van Ivrea van 889 tot zijn dood en stichter van het huis Ivrea, dat naar hem ook wel het huis der Anscariden genoemd wordt.
Anskar was graaf van Oscheret in Bourgondië en steunde hertog Guido III van Spoleto in diens poging de Franse troon te bestijgen nadat Karel III was afgezet. Nadat dit mislukte steunde hij Guido in de strijd tegen Berengarius van Friuli om de kroon van Italië. Anskar steunde ook Bosso van Provence in zijn poging om een zelfstandig koninkrijk te vormen. Na Guido’s overwinning stelde deze de mark Ivrea in en benoemde Anskar tot markgraaf. In 894 verdedigde hij de Alpenpassen tegen koning Arnulf van Oost-Francië. Na de dood van Guido steunde hij diens zoon Lambert van Spoleto tegen de pogingen van Arnulf om koning van Italië te worden. Later werd hij adviseur van koning Berengar I. Anskar deed grote schenkingen aan de abdij van Bobbio.
Anskar was getrouwd met Volsia van Susa. Van hen is een zoon bekend: Adalbert van Ivrea, die vader was van koning Berengar II van Italië.